# Capacité de médecine
Pour les articles homonymes, voir Capacité.
 (décembre 2015).
Si vous disposez d'ouvrages ou d'articles de référence ou si vous connaissez des sites web de qualité traitant du thème abordé ici, merci de compléter l'article en donnant les références utiles à sa vérifiabilité et en les liant à la section « Notes et références ».
En France, la capacité de médecine est un diplôme réservé aux docteurs en médecine (généralistes ou spécialistes), leur conférant certaines compétences supplémentaires dans leur exercice, ou un champ d'exercice plus large. Les capacités ne confèrent pas la qualification de spécialiste auprès de l'Ordre des médecins, mais celui-ci les reconnait comme des titres auxquels peuvent prétendre les médecins (par exemple sur leur plaque) pour justifier de compétences supplémentaires auprès de leurs patients.

## Généralités
L'admission dans une capacité est conditionnée à la réussite d'un examen d'admission portant sur un programme spécifique à chaque capacité, par exemple un ou des modules enseignés pendant le deuxième cycle des études médicales.
Les capacités sont obtenues en un ou deux ans, après un enseignement théorique (validé par des examens) et pratique (stages). Les diplômes d'études spécialisées complémentaires sont leur équivalent en formation initiale.

## Liste des capacités
- Capacité de médecine d'urgence (2 ans)
- Capacité d'allergologie (2 ans)
- Capacité de gérontologie (2 ans)
- Capacité d'hydrologie et climatologie médicales (2 ans)
- Capacité de médecine aérospatiale (1 an)
- Capacité de médecine et biologie du sport (1 an)
- Capacité de médecine de catastrophe (1 an)
- Capacité de médecine pénitentiaire (2 ans)
- Capacité de médecine tropicale (2 ans)
- Capacité d'addictologie clinique (2 ans)
- Capacité d'angiologie (2 ans)
- Capacité en technologie transfusionnelle (2 ans)
- Capacité d'évaluation et de traitement de la douleur (2 ans)
- Capacité de pratiques médico-judiciaires (2 ans)
- Capacité en acupuncture (2 ans)
- Capacité en médecine de santé au travail et de prévention des risques professionnels (2 ans), diplôme créé en 2003 et supprimé en 2007